# Seznam prejemnikov Severjeve nagrade
Seznam prejemnikov nagrade Sklada Staneta Severja, t.i. Severjeve nagrade.

## Seznam po letih

#### 1971
- Vladimir Skrbinšek, MGL; Foma Fomič Opiskin, Sreča v nesreči ali Naš dobrotnik Foma Fomič, po romanu F. M. Dostojevskega priredil D. Pirjevec
- Aleksander (Sandi) Krošl, SLG Celje; Thomas Becket, Umor v katedrali, T. S. Eliot
- Marijana Klanšek (Jaklič), AGRFT; Julija, Gospodična Julija, A. Strindberg
- Angelca Močnik, Delavsko prosvetno društvo Prežihov Voranc Ravne; nagrada za življenjsko delo

Viri

#### 1972
- Mira Sardoč, SSG Trst; Blanche Dubois, Tramvaj Poželenje, T. Williams
- Rudi Kosmač, SNG Drama Ljubljana; Odisej, Smrt kraljevega javnega tožilca, Y. Sevastikoglou; Starec, Vdova iz Ankone, A. Beolco Ruzante
- Nevenka Vrančič; AGRFT
- Vera Videčnik, Amatersko gledališče Slava Klavora Maribor; nagrada za življenjsko delo

Viri

#### 1973
- Dare Ulaga, MGL; Ferlež, Raztrganci, M. Bor
- Barbara Jakopič (Kraljevič), AGRFT; Ženska, Podstrešje, J. Žmavc
- Jože Kovačič, PG Kranj; nagrada za 30 let delovanja v tem gledališču (še pred ukinitvijo poklicnega): Urh Kante, Razvalina življenja, F. S. Finžgar (prir.); učitelj Can, Andora, M. Frisch; dr. Pavel Gruden, Za narodov blagor, I. Cankar; Jura Krefl, Kreflova kmetija, I. Potrč; Učitelj Jerman, Hlapci, I. Cankar

Viri

#### 1974
- Minca (Mina) Jeraj, SMG; Winnie, Srečni dnevi, S. Beckett
- Danilo Benedičič, SNG Drama Ljubljana; Don Kihot, Maškarada, M. Krleža (v Mali drami)
- Stane Raztresen, SSG Trst in PDG Nova Gorica; nagrada za življenjsko delo: Jernej, Hlapec Jernej, po povesti I. Cankarja; Čedermac, Kaplan Martin Čedermac, po romanu F. Bevka
- Sreko (Srečko) Špik, AGRFT; Gospod kolega, Čarobna noč, S. Mrożek
- Marjana (Marjanca) Čebulj; Gledališče Toneja Čufarja Jesenice; nagrada za življenjsko delo: Marija Stuart, Marija Stuart, F. Schiller; Kata, Tripče de Utolče, M. Držić

Viri

#### 1975
- Milena Muhič, SNG Maribor; Jožefina, Kranjski komedijanti, B. Kreft; Lizika, Lizika, M. Vučetić
- Nika Juvan Kalan, MGL; delitev nagrade, Gospa Orbanova, Mačja igra, I. Örkény
- Mojca Ribič, SNG Drama Ljubljana; delitev nagrade, Liza Protasova, Otroci sonca, M. Gorki
- Zlatko Šugman, MGL; delitev nagrade, Al Lewis, Večna mladeniča, N. Simon
- Stanislava Bonisegna (danes Stannia Bonisegna), AGRFT; Wendy, Kmetija, D. Storey (MGL in AGRFT)
- Domen Končan, gledališka skupina Prosvetnega društva Horjul; nagrada za življenjsko delo: Walter Lee Younger, Grozdna jagoda v soncu, L. Hansberry ; Stari Mahon, Vražji fant zahodne strani, J. M. Synge; Nicia, Mandragola, N. Machiavelli; Bryant, Korenine, A. Wesker; Jack Boyle, Junona in pav, S. O´Casey; Navedene vloge so bile predstavljene na Srečanjih slovenskih in jugoslovanskih gledaliških skupin.

Viri

#### 1976
- Anica Kumer, SLG Celje; Jacinta, Pohujšanje v dolini šentflorjanski, I. Cankar
- Lojze Rozman, SNG Drama Ljubljana; Badjin, Cement, H. Müller
- Matjaž Turk, PDG Nova Gorica; Pinglet, Hotel svobodne menjave, G. Feydeau
- Marjan Trobec, AGRFT; Jimmy Porter, Ozri se v gnevu, J. Osborne
- Mitja (Matevž) Šipek, Ravne na Koroškem; nagrada za življenjsko delo, poustvarjal predvsem dela P. Voranca.

Viri

#### 1977
- Štefka Drolc, SNG Drama Ljubljana; Lidija Vasiljevna, Staromodna komedija, A. N. Arbuzov
- Miranda Caharija, SSG Trst; delitev nagrade, Veronika, Veronika Deseniška, O. Zupančič
- Janez Eržen, MGL; delitev nagrade, Prior, Ljudožerci, G. Strniša; Korl, Večer ženinov, A. Hieng; Mihol, Budalo, Iz take snovi smo kranjski komedijanti, M. Zupančič
- Zvone Agrež, AGRFT; Harry Berlin, L'bez'n, M. Schisgall; Joško, Mostovi v Zambiji ali Nocoj bomo zidali, P. Lužan
- Drago Razboršek, Šentjakobsko gledališče Ljubljana; nagrada za življenjsko delo (20 let dela v Šentjakobskem): Silvester, Scapinove zvijače, Molière; Tripče de Utolče, Tripče de Utolče, M. Držić; Adam, Razbiti vrč, H. von Kleist; Joseph, Naši trije angeli, S. Spewack, B. Spewack; Klander, Ščuke pa ni, T. Partljič; Marko Komadina, Državni lopov, F. Hadžić

Viri

#### 1978
- Pavla Brunčko, SNG Maribor; Ona, Intervju, M. Kmecl
- Boris Cavazza, SNG Drama Ljubljana; Georgij, Osvoboditev Skopja, D. Jovanović
- Peter Dougan, Lutkovno gledališče Ljubljana; nagrada za dotedanje ustvarjanje: Medved, Gugalnica, F. Puntar
- Matjaž Modic (kasneje Višnar), AGRFT; Tri medigre: Budni stražnik, Dva jezičneža, Salamanška jama, M. de Cervantes
- Miran Kenda, Linhartov oder Radovljica; Baron, Ta veseli dan ali Matiček se ženi, A. T. Linhart

Viri

#### 1979
- Maja Šugman, MGL; Ines, Zaprta vrata, J. P. Sartra
- Dare Valič, SNG Drama Ljubljana; Erazem Žulaj, Profesor Klepec (Peter Klepec), F. Kozak
- Silva Čušin, AGRFT; Evgenija, Tango, S. Mrożek
- Sonja Pavčič, Šentjakobsko gledališče Ljubljana; nagrada za 25 let ustvarjanja

Viri

#### 1980
- Teja (Mateja) Glažar, PDG Nova Gorica; Nora Helmer, Nora (Hiša lutk), H. Ibsen
- Tone Gogala, SNG Drama Ljubljana; Truffaldino, Sluga dveh gospodov, C. Goldoni
- Bine Matoh, AGRFT; Točaj/Hudič, Žabe, G. Strniša
- Poldka Štiglic, KD Loški oder Škofja Loka; nagrada za življenjsko delo (igralka, režiserka in mentorica)
- Cvetka Videc, Gledališče Zarja Celje (KUD Zarja Trnovlje - Celje); nagrada za življenjsko delo
- Tine Oman, PG Kranj; nagrada za 18 let ustvarjanja (v PG od leta 1966): Župnik, Grča, F. Govekar
- Igralci SMG; posebno pismeno priznanje – Šuhu in leteča princesa, P. Hacks

Viri

#### 1981
- Anica Veble, SNG Maribor; Grofica Madeleine Petrovna, V agoniji, M. Krleža; Lenka, Svatba, R. Šeligo
- Zlata Rodošek, SSG Trst; Fonsia Dorsey, Partija remija, D. L. Coburn
- Ivo Ban, SNG Drama Ljubljana; Župnik, Hlapci, I. Cankar; Jurij, Svatba, R. Šeligo (PG Kranj); Vanek, V. Havel: Protest / P. Kohout: Atest
- Željko Hrs, AGRFT; nagrada za samostojne študije iz predmeta “umetnost giba”: Maska; Lakomnost; Superstreap
- Nevenka Ketiš, lutkovno gledališče KUD Kobanci Kamnica pri Mariboru (lutkarica - ročne lutke in marionete, animatorka, recitatorka in igralka); nagrada za 12 let ustvarjanja, več kot 700 nastopov (11 glavnih vlog) v mariborski občini, po Sloveniji in v sosednjih državah in zamejstvu.
- Jože Vunšek, PG Kranj; nagrada za 20 let ustvarjanja. Začel je v domu DPD Svoboda Stražišče v igralski skupini Žarometi, od leta 1966 v Prešernovem gledališču, poleg tega je organiziral proslave v Kranju in po Gorenjski, na katerih je tudi sam nastopal.

Viri

#### 1982
- Marinka Štern, SMG; Štorklja, Ujetniki Svobode, E. Filipčič
- Zvone Agrež, SLG Celje; Mozart, Amadeus, P. Shaffer
- Saša Pavček, AGRFT; Hišna (Služkinja), Učna ura, E. Ionesco
- Bojan Umek, AGRFT; Profesor, Učna ura, E. Ionesco; Deeley, Stari časi, H. Pinter
- Julka Bezjak, KPD Ivan Kaučič Ljutomer; nagrada za življenjsko delo (50 let - igralka, režiserka, mentorica): Krčmarica Mirandolina, C. Goldoni; Ekvinokcij; Inšpektor na obisku, J. B. Priestley; Mariana Pineda, F. G. Lorca; Samorastniki, po noveli P. Voranca; Hlapci, I. Cankar; Hvarčanka, M. Benetović; Svet brez sovraštva, M. Mihelič; Ona, Intervju, M. Kmecl
- Slava Maroševič, Gledališče Toneja Čufarja Jesenice; nagrada za življenjsko delo (80 vlog, več kot tisoč nastopov): Grozdana, Tugomer, F. Levstik; Veronika, Veronika Deseniška, O. Zupančič; Elizabeta, Marija Stuart, F. Schiller; Bernarda, Dom Bernarde Alba, F. G. Lorca; Meta, Samorastniki, P. Voranc; Alvingova, Strahovi, H. Ibsen

Viri

#### 1983
- Polona Vetrih, SNG Drama Ljubljana; Marcolfa, Marcolfa, D. Fo; kot interpretka 20 zgodb, Vaje v slogu, R. Queneau
- Silvij Kobal, SSG Trst; Libero Incoronato, Dolgonoge laži, E. De Filippo; Emerenziano Paronzini, Delitev, P. Chiara (priredba romana)
- Irena Varga, AGRFT; Gospodična Prism, Važno je imenovati se Ernest, O. Wilde
- Milan Vodopivec, AGRFT; Iskalec, Potohodec, D. Zajc
- Staša Vovk, gledališka skupina DPD Svoboda Dušan Jereb Novo mesto; nagrada za dotedanje ustvarjanje: Korenine, A. Wesker; Anna Christie, E. O'Neill; Komaj do srednjih vej, P. Ustinov; Komedija ljubezni, N. Coward; Črna komedija, P. Shaffer
- Vili Makuc, Dramatično društvo Idrija; nagrada za življenjsko delo: Cerkovnik, Pohujšanje v dolini šentflorjanski, I. Cankar; Fedor Ivanovič Kostomarov, Anfisa, L. N. Andrejev; Maks, Školjka, A. Kraigher; Flore Briga, Dva bregova, A. Leskovec; Franc Jerman, Oskubite jastreba, T. Partljič; Profesor Krulc, Pomrak, V. Cuderman

Viri

#### 1984
- Milena Zupančič; SNG Drama Ljubljana, Ana, Ana, R. Šeligo
- Slavko Cerjak, MGL; Klavdij, Hamlet, W. Shakespeare; James Leeds, Otroci manjšega boga, M. Medoff
- Jagoda Tovirac, AGRFT; Claire, Služkinji, J. Genet
- Branko Šturbej, AGRFT; Gloster, Rihard III., W. Shakespeare
- Tatjana Košir, Gledališče Toneta Čufarja Jesenice; nagrada za 30 let ustvarjanja (66 vlog): Ana, Dnevnik Ane Frank; Hermija, Sen kresne noči, W. Shakespeare; Ofelija, Hamlet, W. Shakespeare ; Nežka, hišna, Ta veseli dan ali Matiček se ženi, A. T. Linhart; Jelena Ivanovna Popova, Medved, A. P. Čehov; Suzanne Delicias, Orkester, J. Anouilh; Ona, Intervju, M. Kmecl; Gospa Lina Rose, Fiziki, F. Dürrenmatt
- Ivan Žnidarič, KPD Ivan Kaučič Ljutomer; nagrada za življenjsko delo (od leta 1960): Pravdač, Celjski grofje, B. Kreft; Ževakin, Ženitev, N. V. Gogolj; Župnik, Kralj na Betajnovi, I. Cankar; Markiz Forlimpopoli, Krčmarica Mirandolina, C. Goldoni; Martin, Razvalina življenja, F. S. Finžgar; Baron, Ta veseli dan ali Matiček se ženi, A. T. Linhart; Komar, Hlapci, I. Cankar; Viča, Sumljiva oseba, B. Nušić; Ferlež, Raztrganci, M. Bor; Upokojenec Gustelj, Smrt predsednika hišnega sveta, I. Brešan (vloga tistega leta)

Viri

#### 1985
- Brane Grubar, SNG Drama Ljubljana; Vrezec, Altamira, E. Filipčič; Emerik, Veliki briljantni valček, D. Jančar
- Tone Kuntner, MGL; John Proctor, Lov na čarovnice, A. Miller; Trgovec Block, Proces, F. Kafka
- Bernarda Oman, AGRFT; Jacinta in Ekspeditorica, Pohujšanje v dolini šentflorjanski, I. Cankar (druga zasedba)
- Violeta Tomić, AGRFT; Jacinta in Ekspeditorica, Pohujšanje v dolini šentflorjanski, I. Cankar
- Vlado Zupančič, Šentjakobsko gledališče Ljubljana; nagrada za 10 let ustvarjanja (25 vlog): Pivovarski mojster, Sprejem (pogostejši naslov je Avdienca), V. Havel
- Alenka Bole Vrabec, Linhartov oder Radovljica; nagrada za življenjsko delo: gledališče poezije (od leta 1965); Izštevanja, Svetlana Makarovič; Večer ciganske poezije; Raje življenje, A. Breton; Emilia, Pokvečena sonca, R. Marqués (Oder treh herojev, KUD Pirniče).

Viri

#### 1986
- Stanislava Bonisegna (danes Stannia Boninsegna), MGL; Leni, Proces, F. Kafka; Maggie Hobson, Hobson v škripcih, H. Brighouse; Jessie Cates, Lahko noč, mama, M. Norman
- Silva Čušin, SNG Drama Ljubljana; Ljubica, Veliki briljantni valček, D. Jančar; Tantalla, Kalevala, D. Zajc
- Vesna Jevnikar, AGRFT; Hedda Gabler, Hedda Gabler, H. Ibsen
- Mirjam Korbar, AGRFT; Elizabeta, Marija Stuart, F. Schiller
- Andrej Rozman - Roza, Gledališče Ane Monro; (ustanovil leta 1982), nagrada za dosežke gledališča
- Jože Varga, KUD Murska Sobota; nagrada za življenjesko delo (igralec, režiser, mentor, organizator in prevajalec); več kot 20 vlog v novosadski Tribuni mladih, v tamkajšnih društvih Svetozar Marković in Jozsef Attila

Viri

#### 1987
- Ljerka Belak, SLG Celje; Mumija, Sonata strahov, A. Strindberg; Jacquelina in Sganarelova, Zgrabite Sganarela, Molière
- Franc Markovčič, MGL; Saljoni, Tri sestre, A. P. Čehov; On, Klopca, A. I. Gelman; Smrdokavra, Ptiči, M. Jesih
- Barbara Lapajne (Predin), AGRFT; Agata, Zločin na Kozjem otoku, U. Betti
- Miha Kap (kmet iz Zgornjih Žamanj pri Šentprimožu v Podjuni); nagrada za življenjsko delo: vloga v filmu Boj na požiralniku (1982); General, Komaj do srednjih vej, P. Ustinov; Samorastniki, P. Voranc (priredba); Matija Gubec, Velika Puntarija, B. Kreft; Davorin, Miklova Zala 87, J. Sket, J. Špicar, J. Messner, B. Hartman

Viri

#### 1988
- Janez Bermež, SLG Celje; Geront in Pl. Prasetnik, Zgrabite Sganarela, Molière; Jonathan Jeremiah Peachum, Opera za tri groše, B. Brecht
- Veronika Drolc, SMG; Pujsek, Medved Pu, A. A. Milne (priredba); Chantal, Balkon, J. Genet; Marta, Atlantida, E. Filipčič
- Maja Aduša Vidmar, AGRFT; Solange, Služkinji, J. Genet
- Alenka Vidrih, AGRFT; Claire, Služkinji, J. Genet
- Rasto Tepina (Rastislav, Rastko), PG Kranj; (Sin Duffaseta, Maček v žaklju, G. Feydeau), Gledališče Toneta Čufarja Jesenice (Kralj Karl, Škrjanček, J. Anouilh), Šentjakobsko gledališče Ljubljana (Jimmy Porter, Ozri se v gnevu, J. Osborne)

Viri

#### 1989
- Olga Kacjan, SMG; Parisada, Šeherezada, I. Svetina; Dramski observatorij Zenit (Rdeči pilot in SMG); Fragment o Kleistu, S. Schütz (Gledališče Glej)
- Janez Škof, MGL; Sultan Šahrijar Lepi, Šeherezada, I. Svetina; Lucindo, La discreta enamorada, L. de Vega (priredil A. Brvar); Svetlič, Pesnikova žena prihaja, T. Partljič
- Ksenija Mišič, AGRFT; Ofelija, Hamlet, W. Shakespeare; Irina, Tri sestre, A. P. Čehov
- Lučka Počkaj, AGRFT; Ines, Zaprta vrata, J. P. Sartre
- Srečko Centrih, Gledališče Zarja Celje (KUD Zarja Trnovlje - Celje); nagrada za 20 let ustvarjanja: Tone Vogelnik, Večna lovišča, M. Štefanac; Gospod, Sedma zapoved: kradi malo manj, D. Fo; Švejk, Švejk v drugi svetovni vojni, B. Brecht; Polkovnik Ikonenko, Ljubezen štirih polkovnikov, P. Ustinov; Ivan Ivanovič, Velika žehta, V. Majakovski; Stotnik Dietler, Kurbe, F. Šehović; Oficir IRE, Talec, B. Behan; Podkoljosin, Ženitev, B. Martinů; Podsekalnikov, Samomorilec, N. Erdman; Kralj Malhus, Kralj Malhus, E. Fritz

Viri

#### 1990
- Violeta Tomić, MGL; Ester, Viktor ali dan mladosti, D. Jovanović; Nežka, Ta veseli dan ali Matiček se ženi, A. T. Linhart; Juliette, Mefisto, K. Mann
- Niko Goršič, SMG; Osidej, Odisej in sin ali Svet in dom, V. Taufer
- Valter Dragan, AGRFT; George, Kdo se boji Virginie Woolf, E. Albee
- Kondi Pižorn, Gledališče čez cesto - mladinska skupina PG Kranj; nagrada za mladega amaterskega igralca: Molière za mlade, Molière (izbrala in priredila D. Ahačič); Namišljeni bolnik, Molière; Sen kresne noči, W. Shakespeare; Emigranta, S. Mrożek; vnuk, Karel, S. Mrożek; Prestrašen disident, Tanki so na meji, B. Seliškar; Martin Grilc, Afrika, M. Jesih; Župnik, Vedomec Kriš, P. Božič; Guru Zappa, Semenska gasa 27, P. Božič; Geder, Kostanjeva krona, E. Flisar; Dr. Vidalli, Mars, I. Alidič; gledališče poezije – Pesem je srce, če ga imaš, Marko in Tone Pavček; Veliki testament, F. Villon (Linhartov oder Radovljica in Thalijini ljubitelji kieselsteinski Kranj
- Tone Tekavec, KUD Josip Jurčič Muljava; nagrada za življenjsko delo: Krjavelj, Deseti brat, J. Jurčič (priredba romana); Jurij Kozjak, J. Jurčič (priredba povesti); Fortunatek Tekmec, Tihotapec, po J. Jurčiču priredil Fr. Ks. Steržaj

Viri

#### 1991
- Ivo Barišič, PDG Nova Gorica; Harlekin, Zmagoslavje ljubezni, P. de Marivaux; Mitch, Tramvaj Poželenje, T. Williams
- Igor Samobor, SNG Drama Ljubljana; Raskolnikov, Zločin in kazen, A. Wajda, prirejeno po F. M. Dostojevskem; Peer Gynt, Peer Gynt, H. Ibsen; George, Kdo se boji Virgie Woolf, E. Albee
- Tomaž Gubenšek, AGRFT; Oktav, Življenje plejbojev, D. Jovanović; Prefekt, Kaj je resnica, L. Pirandello
- Nataša Ralijan (Tič), AGRFT; Ardelija, Življenje plejbojev, D. Jovanović; Gospa Frola, Kaj je resnica, L. Pirandello
- Maja Štromar (Gal), gledališka skupina Val.A (ZKO Koper); nagrada za mlado amatersko igralko
- Vera Smukavec, Gledališče Toneja Čufarja Jesenice; nagrada za življenjsko delo: igralka, režiserka, več kot 30 let, 50 vlog in 300 nastopov; režija 28 del; režija – “Partljičeva Ščuka”(Ni točno opredeljeno, ali Ščuke pa ni ali Ščuka, da te kap)

Viri

#### 1992
- Saša Pavček, SNG Drama Ljubljana: priznanje za dotedanje ustvarjanje (7 let v tem gledališču): Marija Stuart, Marija Stuart, F. Schiller; Princesa Natalija Oranijska, Princ Homburški, H. von Kleist; Gretchen, Mein Kampf, G. Tabori; Marija, Vera ljubezen upanje – Mrtvaški ples, Ö. von Horváth; Giacinta, Počitniška trilogija, C. Goldoni; druge manjše vloge; Uršula, Samorog, G. Strniša (v začetku aktualne sezone)
- Milan Štefe, MGL; Gospod Martin, Kaj pa Leonardo?, E. Flisar
- Jernej Šugman, AGRFT; Astrov, Striček Vanja, A. P. Čehov
- Simona Zorc (Ramovš), gledališka skupina Boldrik II. Grosuplje; nagrada za 10 let ustvarjanja: Dom Bernarde Albe, F. G. Lorca; gospa Smith, Plešasta pevka, E. Ionesco; Stevardesa, M. Jesih; Civiliziranci, Gruden; Deklica, Večna ptica, T. Vesel (vloga prejšnjega leta)

Viri

#### 1993
- Darja Reichman, SLG Celje; priznanje za dotedanje delo: Rebeka, Kaj pa Leonardo?, E. Flisar; Izabela, Odrska utvara, P. Corneille; Veronika Deseniška, Herman Celjski, A. Novačan; Neznanka, Kot me ti hočeš, L. Pirandello (aktualna vloga)
- Pavle Ravnohrib, SMG; Lazar, Žabe, G. Strniša
- Polona Juh, AGRFT; Polly, Kabare za tri groše, B. Brecht (prir.); Natalija Ivanovna, Tri sestre, A. P. Čehov; Elmira, Tartuffe, Molière; Dona Elvira, Don Juan, Molière
- Janez Cimperman, KUD Janez Jalen Notranje Gorice; nagrada za življenjsko delo (igra, režija)
- Barbara Kapelj (Osredkar); nagrada za mlado amatersko igralko; Markiza de Merteuil, Kvartet, H. Müller; Plešasta pevka, E. Ionesco (kot režiserka, Mladinski gledališki festival na Ptuju in Festival dijaških gledališč v Gradcu)

Viri

#### 1994
- Jožef Ropoša, MGL; Bernard, Pridi gola na večerjo, M. Camoletti; Biff, Smrt trgovskega potnika, A. Miller; Valižanski princ, Blaznost Jurija III., A. Bennett; Kleomenes, Psiha, E. Filipčič (SMG)
- Bojan Emeršič, SNG Drama Ljubljana; Blasi, Change, W. Bauer; Rozenkranc, Hamlet, W. Shakespeare
- Nataša Matjašec (Rošker), AGRFT; Stara Vrana, Živite kot svinje, J. Arden
- Nina Ivanič (Rep), AGRFT; Ofelija, Hamlet, W. Shakespeare
- Janez Debeljak, KD Loški oder Škofja Loka; nagrada za življenjsko delo (debitiral je leta 1954 z vlogo bratov dvojčkov v Molčečih ustih, E. Harris): Švejk, Dobri vojak Švejk, J. Hašek (priredba romana); Županova Micka, A. T. Linhart; Mišelovka; Visoška kronika, I. Tavčar (priredba romana)
- Matjaž Javšnik in Drago Milinovič; nagrada za mlada amaterska igralca: Od boga poslan (Javšnikova monodrama); Don Juan International international fucker (ali promovitelj Bohinjskega jezera); Brazil; Roka roko ubije

Viri

#### 1995
- Jernej Šugman, SNG Drama Ljubljana; Hamlet, Hamlet, W. Shakespeare; Jur, Grmače, D. Zajc; Septimus Hodge, Arkadija, T. Stoppard; Komar, Hlapci, I. Cankar
- Alojz Svete, SNG Maribor; Parfjon S. Rogožin, Ruska misija, N. Prokić, T. Pandur; Gospod Bookman, Območje somraka, R. Serling, D. Lukić; Kurjač, Pollunder, Študent, Amerika, F. Kafka
- Sebastijan Cavazza, AGRFT; Kralj Lear, Kralj Lear, W. Shakespeare
- Barbara Krajnc (Avdić), AGRFT; Claire, Služkinji, J. Genet
- Saša Mihelčič, AGRFT; Solange, Služkinji, J. Genet
- Stane Kralj, KUD Ivan Kaučič Ljutomer; nagrada za življenjsko delo (45 let); debitiral kot igralec v predstavi V Ljubljano jo dajmo! ( J. Ogrinec), kasneje je bil režiser.
- Sara Balde; nagrada za mlado amatersko igralko (3 leta ustvarjanja) - Slovensko kulturno društvo Tabor Opčine, Tržaški radijski oder, Stalno slovensko gledališče Trst, Koprska TV, Slovenska radijska postaja Trst idr.

Viri

#### 1996
- Bernarda Oman, PG Kranj; Ema, Prevara, H. Pinter; Mira, Izgubljeni sin, A. Hieng
- Vladimir Jurc, SSG Trst; Adolf Hitler, Mein Kampf, G. Tabori
- Uroš Smolej, AGRFT; Othello, Othello, W. Shakespeare
- Ernest Breznikar, gledališka sekcija KD Svoboda Senovo; nagrada za življenjsko delo (37 let) in vloga: Grobar, Nasvidenje nad zvezdami: pokopališka komedija, T. Partljič (priredba)
- Gorazd Žilavec, gledališko društvo Torpedo Murska Sobota; nagrada za mladega amaterskega igralca: Adrian Jadrič, Metek f čelo, D. Kovačević

Viri

#### 1997
- Polona Juh, SNG Drama Ljubljana; Antoinette, Bolha v ušesu, G. Feydeau; Mama, Kdo to poje Sizifa, D. Jovanović; Marusja, Zaton, I. Babelj; Hanako, Obisk, J. Mišima, M. Hočevar
- Bine Matoh, PDG Nova Gorica; Hildebrand, Čarobnice, M. Zupančič; Richard, vojvoda Gloucestrski, Kralj Richard Tretji, W. Shakespeare
- Rafael Vončina, AGRFT; Hamlet, Hamlet, W. Shakespeare
- Anica Šinkovec, Šentjakobsko gledališče Ljubljana; nagrada za življenjsko delo (50 let)
- Tanja Potočnik, Ekonomska srednja šola Rudolfa Maistra Kamnik (dramski krožek, prof. Marja Kodra); nagrada za mlado amatersko igralko:  Jolly Joker, Hiša iz kart, B. A. Novak

Viri

#### 1998
- Zvezdana Mlakar, SNG Drama Ljubljana; Rebecca, V prah se povrneš, H. Pinter
- Radoš Bolčina, PDG Nova Gorica; Thomas Hudetz, Sodni dan, Ö. von Horváth; Doktor, Woyzeck, G. Büchner; Kalisto, Celestina, F. de Rojas; Mihail, Murlin Murlo, N. Koljada (MGL)
- Neva Jana Flajs, AGRFT; Nika Klopčičeva, Sen kresne noči, W. Shakespeare
- David Čeh, AGRFT; Škrat, Sen kresne noči, W. Shakespeare
- Marko Cvahte, Slovenska Bistrica; nagrada za življenjsko delo: Svetokriškega pridige (lik Janeza Svetokriškega, monodrama); Jes sim Vodovnik Juri (monodrama); Sokrat, Sokratov zagovor, Platon (priredba); Župnik, Hlapci, I. Cankar; Nastopal je doma in v tujini.

Viri

#### 1999
- Aleš Valič, SNG Drama Ljubljana; Lopahin Jermolaj Aleksejev, Češnjev vrt, A. P. Čehov; Orphuls, Evropejci  - krčevita pot k ljubezni, H. Barker; Lukjan Timofejevič Lebedev, Idiot - 13 skic iz romana, F. M. Dostojevski, M. Korun
- Marko Simčič, MGL; Matjaž, Sončne pege, E. Flisar
- Branko Jordan, AGRFT; Lear, Kralj Lear, W. Shakespeare
- Gaber Kristjan Trseglav, AGRFT; sodnik Adam, Razbiti vrč, H. von Kleist
- Božidar Tabaj (od leta 1967) in Majda Zavadlav, dramski odsek Prosvetnega društva Standrež, Goriška (Italija); nagradi za življenjsko delo

Viri

#### 2000
- Gregor Baković, SNG Drama Ljubljana; Ariel, Vihar, W. Shakespeare; Vladimir, Čakajoč Godota, S. Beckett
- Gašper Tič, MGL; Arlecchino, Sluga dveh gospodarjev, C. Goldoni; Andrej Smole, 1821, M. Dekleva, M. Kranjc, A. Predan; Salvador Dalí, Histerija ali Fragmenti analize obsesivne nevroze, T. Johnson
- Iva Krajnc (Bagola), AGRFT; Jimena, Cid, P. Corneille
- Mateja Pucko, AGRFT; Dona Urraca, Cid, P. Corneille
- Jože Sodja, Dramska sekcija pri PGD Bohinjska Češnjica; nagrada za življenjsko delo (več kot štirideset let ustvarjanja - organizator, režiser, scenograf, glavni igralec): Mojster Petelin, Mojster Petelin; Vitez pl. Ripafratta, Krčmarica Mirandolina, C. Goldoni; Ivan Krivec, Slikar v Tolmunu, T. Partljič; Silvo Kremžar, Ščuka, da te kap, T. Partljič; Rokovnjači, J. Jurčič, J. Kersnik – priredil F. Govekar; Poročil se bom s svojo ženo, M. Marinc; Živelo življenje Luka De, P. Lužan

Viri

#### 2001
- Vesna Jevnikar, PG Kranj; Tamala, Kako sem se naučila voziti, P. Vogel; Anita, Antigona v New Yorku, J. Głowacki
- Janja Majzelj, SMG; “igralka nemega filma", Drrream, režiral V. Taufer; Irina, Tri sestre, A. P. Čehov
- Gašper Jarni, AGRFT; Lear, Kralj Lear, W. Shakespeare
- Dunja Zupanec, AGRFT; Norec, Kralj Lear, W. Shakespeare
- Leon Čižmek, KD Gledališče Velenje; nagrada za življenjsko delo, v društvu deloval od leta 1963.

Viri

#### 2002
- Marko Mandić, SNG Drama Ljubljana; Tinker, Razmadežna, S. Kane; Christian, Praznovanje, T. Vinterberg, M. Rukov, B. Hr. Hansen; Kostja, Četrta sestra, J. Głowacki; Bob, Primestje, H. Kureishi; Todd, Daleč stran, C. Churchill
- Mira Lampe Vujičić; PDG Nova Gorica, Gospa Tereza, Dogodek v mestu Gogi, S. Grum; Irina, Tri sestre, A. P. Čehov; Angelica Kralj, M te ubu, Z. Hočevar
- Barbara Kukovec; AGRFT, Noč in Kleanta, Amfitrion, Molière
- Jaka Lah, AGRFT; Sozij, Amfitrion, Molière
- Igor Škrlj, Gledališče Toneta Čufarja Jesenice; nagrada za življenjsko delo: 30 let, 50 vlog, 700 predstav.

Viri

#### 2003
- Mojca Funkelj, MGL; Liisa Rinne, Vedno se kdo izgubi, R. Lundán; Bolette Wangel, Gospa z morja, S. Sontag (priredba igre H. Ibsena); Carmela, Ay Carmela!, J. S. Sinisterra
- Ivan Peternelj, SMG; Nikolaj S. Gumiljov, Supremat. Obred poslavljanja od Neue Slowenische Kunst in NSK, atraktor D. Živadinov; Senca, Obličje iz peska, po kratki zgodbi Krožne razvaline J. L. Borgesa; Palček, Sneguljčica in sedem palčkov (priredba pravljice bratov Grimm)
- Vanja Plut, AGRFT; Ofelija in Kraljica Gertruda, Hamlet, W. Shakespeare; Catarina, Ukročena trmoglavka, W. Shakespeare
- Kristijan Guček, AGRFT; Hamlet, Hamlet, W. Shakespeare; Lucenzio, Ukročena trmoglavka, W. Shakespeare; The Baker's Wife, S. Schwartz (muzikal)
- Alojz Usenik, dramska skupina - Kulturno prosvetno društvo Bazovica, Reka; nagrada za življenjsko delo: igralec, režiser, organizator, duhovni vodja, inspicient, pomagal pripraviti več kot 300 uprizoritev, v tem društvu deloval od začetka 70. let.

Viri

#### 2004
- Iztok Mlakar, SNG Nova Gorica; Jan Matkovič, Oblika mize, D. Edgar; Vladimir, Čakajoč Godota, S. Beckett; Voltore, Volpone ali Lisjak, B. Jonson
- Tjaša Železnik, SLG Celje; Roberta I in Roberta II, Jacques ali podrejenost; Prihodnost je v jajcih ali kaj vse je treba za en svet, E. Ionesco; Catherine, Dokaz, D. Auburn; več vlog, Metamorfoze, T. Kosi po Ovidu
- Matej Puc, AGRFT; Alcest, Ljudomrznik, Molière
- Jože Robida, Gledališče pod kozolcem iz Šmartnega ob Paki; nagrada za življenjsko delo

Viri

#### 2005
- Veronika Drolc, SNG Maribor; Jermanova mati, Hlapci.pdf , z mislijo na dramo Ivana Cankarja priredil S. M. Strelec; Gertruda, Dan umorov v zgodbi o Hamletu, B. M. Koltès
- Maruša Oblak, SMG; Katarina Medičejska (kraljica mati), Kraljica Margot, A. Dumas (priredil S. Fišer)
- Rok Matek, AGRFT; Krizald, Učene ženske, Molière; Lucenzio in Romeo, Štiršekspir, priredba štirih del W. Shakespearja
- Eva Kraš, AGRFT; Filaminta, Učene ženske, Molière; Lady Macbeth, Štiršekspir, priredba štirih del W. Shakespearja
- Lojze Matjašič, Prosvetno društvo Svoboda Ruda Sever Gorišnica; nagrada za življenjsko delo: 60 let na odrih Ptujskega in Dravskega polja, Prlekije in Haloz.

Viri

#### 2006
- Alenka Tetičkovič; Eva, Eva Braun, Hitlerjeva ljubica, S. Kolditz (monodrama, ŠKUC gledališče) - vloga v predstavi neinstitucionalnega gledališča; Stanodajalka Pat, Tukaj, M. Frayn (Mestno gledališče Ptuj)
- Uroš Smolej, MGL; Hamlet, Hamlet, W. Shakespeare; Carter, Prasica debela, N. LaBute; Konferansje, Kabaret, J. Masteroff, J. Kander, F. Ebb
- Tjaša Ferme, AGRFT; Hermija, Sen kresne noči, W. Shakespeare; Gospodična Du Parcova, Improvizacija v Versaillesu, Moliére; Martina, Zdravnik po sili, Moliére
- Aljaž Jovanović, AGRFT; Sganarel, Zdravnik po sili, Moliére
- Juša Berce, KD Loški oder Škofja Loka; nagrada za življenjsko delo: Meta, Liza, Cvetje v jeseni, po povesti I. Tavčarja; ravbarska nevesta Lenka, Ravbarski cesar, I. Torkar (po motivih I. Tavčarja); Brina, Dan in vsi dnevi, B. Hofman;

Viri

#### 2007
- Saša Mihelčič, SNG Drama Ljubljana; Pavla Zarnikova, Romantične duše, I. Cankar; Dekelca, Jagababa, D. Zajc; Druga čuvarka, Mornar, F. Pessoa; Josephine, Okus po medu, S. Delaney
- Peter Musevski, PG Kranj; Točaj, Žabe, G. Strniša; Richard, Podeželje, Z. Duša, M. Crimp; Miklavž, Akvarij, E. Flisar
- Jure Henigman, AGRFT; Lear, kralj Britanije, Kralj Lear, W. Shakespeare; Murillo, Misijonar Rose, Guhl, Fiziki, F. Dürrenmatt
- Nina Ivanišin, AGRFT; Dr. Mathilde von Zahnd, Fiziki, F. Dürrenmatt
- Tatjana Rebolj, Šentjakobsko gledališče Ljubljana; nagrada za življenjsko delo (več kot 40 let)
- Saša Klančnik, Šentjakobsko gledališče Ljubljana; Švejk, Prigode dobrega vojaka Švejka, priredba roman J. Haška

Viri

#### 2008
- Uroš Fürst, SNG Drama Ljubljana; Dr. Mlakar, Romantične duše, I. Cankar; Val Xavier, Orfej se spušča, T. Williams; Teddy, Vrnitev domov, H. Pinter; Pandolfo, Življenje podeželskih plejbojev po drugi svetovni vojni ali Tuje hočemo – svojega ne damo, D. Jovanović
- Ana Facchini, SNG Nova Gorica; Kalerija, Letoviščarji, M. Gorki; Charlotte, Skrivni strahovi na javnih krajih, A. Ayckbourn; Petrunela, Dundo Maroje, M. Držić
- Blaž Šef, AGRFT; Othello, Othello, W. Shakespeare
- Maruša Kink, AGRFT; Dojka, Romeo in Julija, W. Shakespeare
- Rok Kravanja, KUD Moment Maribor; nagrada za mladega amaterskega igralca

Viri

#### 2009
- Jana Zupančič, MGL; Sugar Kane, Sugar – Nekateri so za vroče, P. Stone, J. Styne, B. Merrill
- Primož Pirnat, PG Kranj; Anton Antonovič Skvoznik - Dmuhanovski, Revizor, N. V. Gogolj; Tom Wingfield, Steklena menažerija, T. Williams; Aurel, akademski slikar, Leda, M. Krleža; Matjaž, Neskončno šteti dnevi, A. E. Skubic; Filatelist, Znamke, nakar še Emilija, D. Jovanović
- Blaž Setnikar, AGRFT; Hamlet in Orgon, Projekt Hamlet, po motivih W. Shakespeara in H. Müllerja
- Ana Lavrinc (por. Lampret); Šentjakobsko gledališče Ljubljana, Elizabeth Bennet, Prevzetnost in pristranost, J. Austen, J. Jory

Viri

#### 2010
- Nataša Matjašec Rošker, SNG Maribor; Gospodična Phyllis, Potovanje v Rim (Caravaggio), V. Ravnjak; Pravljica o carju Saltanu, A. S. Puškin; Anna, Od blizu, P. Marber; Ismena, Antigona, D. Smole
- Renato Jenček, SLG Celje; Brendan, Zastave, B. O’Connor; Tožilec, Romanca, D. Mamet; Willy Loman, Smrt trgovskega potnika, A. Miller
- Žiga Udir, AGRFT; Sigismund, Življenje je sen, P. Calderón de la Barca
- Mira Rebernik Žižek, KD Ivan Kaučič Ljutomer; nagrada za življenjsko delo

Viri

#### 2011
- Matjaž Tribušon, SNG Drama Ljubljana; Charles Smith, November, D. Mamet
- Romana Šalehar, SMG; Regan, Kralj Lear, W. Shakespear; Angelika Siebert, Mefisto – Drama o karieri, K. Mann, Ž. Mirčevska (priredba romana Mefisto)
- Jure Kopušar, AGRFT; Tartuffe, Tartuffe, Molière
- Mario Dragojević, Šentjakobsko gledališče Ljubljana; Adenoid Hynkel/ Brivec, Mali diktator, A. Jaklič, T. Zinajić (komedija po motivih filma Veliki diktator); Agador, Tičja kletka, Gašper Tič (komedija po motivih filmov in gledaliških del različnih avtorjev).

Viri

#### 2012
- Nataša Barbara Gračner, SNG Drama Ljubljana; Jelena Nikolajevna Krivcova, Malomeščani, M. Gorki; Baronica Castelli-Glembay, Gospoda Glembajevi, M. Krleža
- Branko Jordan, SNG Maribor; Vikont de Valmont, Nevarna razmerja, P. Choderlos de Laclos, C. Hampton
- Ana Urbanc, AGRFT; Filaminta, Učene pičke ali Naj svet šumi, Molière (priredba Učenih žensk)
- Ajda Smrekar, AGRFT; Kasija, Julij Cezar, W. Shakespeare (priredba)
- Miha Zrimšek, Šentjakobsko gledališče Ljubljana; Johnnyštamperledej, Kripl z Inishmaana, M. McDonagh

Viri

#### 2013
- Pia Zemljič, SLG Celje; Meg, Sleparja v krilu, K. Ludwig; Vdova Quin, ženska pri tridesetih, Največji frajer zahodnega sveta, J. M. Synge; Laina, Gospodar Puntila in njegov hlapec Matti, B. Brecht in P. Dessau; Vodja, Krči, M. Bartlett; Pia, Zapiranje ljubezni, P. Rambert (Mini teater)
- Primož Pirnat, MGL; Petruccio, Ukročena trmoglavka, W. Shakespeare in dve vlogi iz dramskega cikla Iz junaškega življenja meščanov (C. Sternheim): Benjamin Mandelstam, Spodnjice in Wilhelm Krey, ‘1913;
- Benjamin Krnetić, AGRFT; Helikon, Kaligula et al., A. Camus (predelava)
- Matej Čujovič, KD Loški oder Škofja Loka; Benedict, Igre je konec, S. Gray

Viri

#### 2014
- Vesna Slapar, PG Kranj; Beppi, Pri Hlevarjevih, F. X. Kroetz
- Kristijan Guček, SNG Nova Gorica; Foot, Po Magrittu, T. Stoppard; Postani obcestna svetilka (S. Kosovel), izbor in priredba N. Valenti; Bérenger, Morilec, E. Ionesco
- Miranda Trnjanin, AGRFT; Agripina, Britanik, J. Racine
- Borut Verovšek, Gledališče Toneta Čufarja Jesenice; nagrada za življenjsko delo (član od leta 1961), okoli tisoč nastopov.

Viri

#### 2015
- Aljaž Jovanović, SNG Drama Ljubljana; Hans Castorp, Čarobna gora, T. Mann (priredba romana) ; Paris, Iliada, Homer (priredba); Enes, Jugoslavija, moja dežela, G. Vojnović (priredba romana); Maks, Evropa, V. Möderndorfer
- Arna Hadžialjević, SNG Nova Gorica; Meščanka, Zmaj, J. Švarc; Emma, Gospa Bovary, N. Pop-Tasić; Vida, Hura, Nosferatu!, A. E. Skubic
- Maša Grošelj, AGRFT; Gospa Smith, Plešasta pevka, E. Ionesco
- Nejc Jezernik, Gledališče Zarja Celje (KUD Zarja Trnovlje - Celje); Erik/Franc, Triko, M. Jesih; Michal, Blazinec, M. McDonagh

Viri

#### 2016
- Nejc Cijan Garlatti, SNG Nova Gorica; Vitez Hans, Ondina, J. Giraudoux
- Maša Derganc, SNG Drama Ljubljana; Irena, Evropa, V. Möderndorfer; Jane, Tarzan, R. Vilčnik rokgre; Eugenia, Fabrizijeva nečakinja, Zaljubljenca, C. Goldoni
- Nik Škrlec, AGRFT; magistrska naloga Naj gre vse v Pi ali kako sem si zapomnil 3141 decimalk (avtorska monodrama)
- Žan Koprivnik, AGRFT; María Josefa, Hiša Bernarde Alba, F. G. Lorca
- Lili Bačer Kermavner; Šentjakobsko gledališče Ljubljana; za nastop v predstavi Triko (M. Jesih)

Viri

#### 2017
- Jure Henigman, MGL; Princ Leonce, Leonce in Lena, G. Büchner; Albert, Zimski Sončev obrat, R. Schimmelpfennig; Anatol Vasiljevič Kuragin, Vojna in mir, S. Purcărete po romanu L. N. Tolstoja; Anže, Vranja vrata, N. Gazvoda
- Blaž Šef, SMG; Rauf Asgarov, Naše nasilje in vaše nasilje (po navdihu romana Estetika odpora P. Weissa); Chagall, Ivan Peternelj; Pasja procesija, Svetlana Makarovič; Idioti, L. von Trier
- Timon Šturbej, AGRFT; Bernie, Seksualna perverzija, po motivih Seksualne perverzije v Chicagu D. Mameta
- Tamara Avguštin, AGRFT; Joan, Seksualna perverzija, po motivih Seksualne perverzije v Chicagu D. Mameta
- Alen Mastnak, Gledališče Zarja Celje (KUD Zarja Trnovlje - Celje); nagrada za mladega amaterskega igralca

Viri

#### 2018
- Nina Valič, SNG Drama Ljubljana; Kadilka in protikadilka, Prekleti kadilci, po motivih S. Makarovič; Linda Tomason, Tatovi, D. Loher
- Vojko Belšak, SLG Celje; Jevgenij Onjegin, Onjegin, N. Pop Tasić (po motivih Puškinovega romana); István Balla Bán, Naše skrivnosti, B. Pintér
- Matic Valič, AGRFT; Jožef Kantor, Kralj na Betajnovi, I. Cankar
- Gregor Podričnik, AGRFT; Leontes, Zimska pravljica, W. Shakespeare
- Damijan Perne, Šentjakobsko gledališče Ljubljana; Lojz, Petelinji zajtrk, F. F. Lainšček (priredba romana v koprodukciji z Gledališčem Toneta Čufarja Jesenice)
- Maša Kavčič, KUD Fofité Medvode; Annette Reille, Bog masakra, Y. Reza; Una, Kos, D. Harrower

Viri

#### 2019
- Nina Ivanišin, SNG Drama Ljubljana; Lojzka, Hlapci, I. Cankar; Agata Schwarzkobler, Visoška kronika, po romanu I. Tavčarja; Nežka, hišna, Ta veseli dan ali Matiček se ženi, A. T. Linhart; Ž, Pljuča, D. Macmillan; Demian, Po motivih H. Hesseja (prevod V. Klabusa) (Anton Podbevšek Teater)
- Ana Urbanc, SNG Maribor; Véronique Houillé, Bog masakra, Y. Reza; Antigona, Ojdip v Kolonu, Sofokles; Karolina, Kazimir in Karolina, Ö. von Horváth; Blanka, Popolni tujci, T. Damjanović (po motivih it. filma iz leta 2016); Elizabeth Proctor, Lov na čarovnice, A. Miller
- Lara Wolf Završnik, AGRFT; Norec, Kralj Lear, W. Shakespeare
- Gal Oblak, AGRFT; Kralj Lear, Kralj Lear, W. Shakespeare
- Anže Zupanc, KUD Franc Kotar Trzin; Blaznost igre, N. Pop Tasić

Viri

#### 2021
- Marjuta Slamič, SNG Nova Gorica; Bogdana, Jerebika, štrudelj, ples pa še kaj, S. Semenič
- Blaž Setnikar, Prešernovo gledališče Kranj; Osvald Alving, Strahovi, H. Ibsen; Adam in Kristus, Škofjeloški pasijon, Oče Romuald / L. Marušič
- Diana Kolenc, AGRFT
- Maks Dakskobler, AGRFT
- Nejc Jezernik, AGRFT
- Bojan Trampuš, KD Loški oder Škofja Loka; Saša, Antigona v New Yorku, J. Glowatski

Viri